# Sekretarz szkoły
Sekretarz szkoły – samodzielne stanowisko pracy w jednostkach oświatowych.
Sekretarz szkoły odpowiada przede wszystkim za prowadzenie kancelarii (sekretariatu) oraz składnicy akt/archiwum zakładowego. Dodatkowo, współtworzy arkusz organizacji szkoły oraz sporządza sprawozdania dla organu prowadzącego szkołę (najczęściej gmina lub powiat) oraz kuratora – organu sprawującego nadzór pedagogiczny. Nadzoruje i kieruje zespołem pracowników administracji (sekretarek, referentów, specjalistów), ale w bardzo małych jednostkach realizuje swoje zadania sam. Może prowadzić sprawy kadrowe w szkole, w której nie ma powołanego specjalisty ds. kadr. W szkołach, w których nie powołano kierownika gospodarczego, sekretarz szkoły kieruje także zespołem pracowników obsługi (konserwatorzy, woźni, sprzątaczki) oraz realizuje zadania z zakresu gospodarki inwentarzowej oraz inwestycji i remontów w szkole. Szczegółowy zakres obowiązków sekretarza szkoły ustala dyrektor.
Stanowisko sekretarza szkoły nie jest równoznaczne ze stanowiskiem sekretarki. Jeśli w strukturze organizacyjnej szkoły utworzono stanowisko sekretarza/sekretarki, to znajdzie się ono niżej w hierarchii stanowisk.
Zwyczajowo, nazwa „sekretarz szkoły” nie przyjmuje formy żeńskiej, nawet kiedy funkcję tę sprawuje kobieta.
Status prawny sekretarza szkoły w szkołach prowadzonych przez jednostki samorządowe (w publicznych szkołach podstawowych i szkołach ponadpodstawowych) określa Ustawa o pracownikach samorządowych oraz Rozporządzenie Rady Ministrów w sprawie wynagradzania pracowników samorządowych.
Status prawny sekretarza szkoły w szkołach prowadzonych przez ministrów (np. w państwowych szkołach artystycznych) określa Rozporządzenie Ministra Pracy i Polityki Społecznej w sprawie warunków wynagradzania za pracę i przyznawania innych świadczeń związanych z pracą dla pracowników niebędących nauczycielami, zatrudnionych w szkołach i placówkach oświatowych prowadzonych przez organy administracji rządowej oraz w niektórych innych jednostkach organizacyjnych.
Sekretarz szkoły może występować także w szkole niepublicznej, lecz w praktyce zakres jego obowiązków będzie zbliżony do zadań sekretarki lub referenta. Odpowiednikiem sekretarza szkoły publicznej w szkołach niepublicznych jest dyrektor ds. administracyjnych.